# Ruisseau de l'Eugney
Le ruisseau de L’Eugney est un ruisseau qui coule dans le département du Doubs. C'est un affluent de la Loue en rive gauche, donc un sous-affluent du Rhône par le Doubs et la Saône.

## Géographie
Le ruisseau de l’Eugney prend sa source sur la commune de Chantrans au fond d’une reculée creusée dans le plateau d'Ornans à 621m d’altitude et s’écoule en direction du nord. Arrivé au niveau de la vallée de la Loue, il est rejoint par le ruisseau de Nuet en rive gauche puis par le ruisseau de Vau Narbey en rive droite. Il va ensuite se jeter dans la Loue juste en aval de l’Isle au Prêtre.

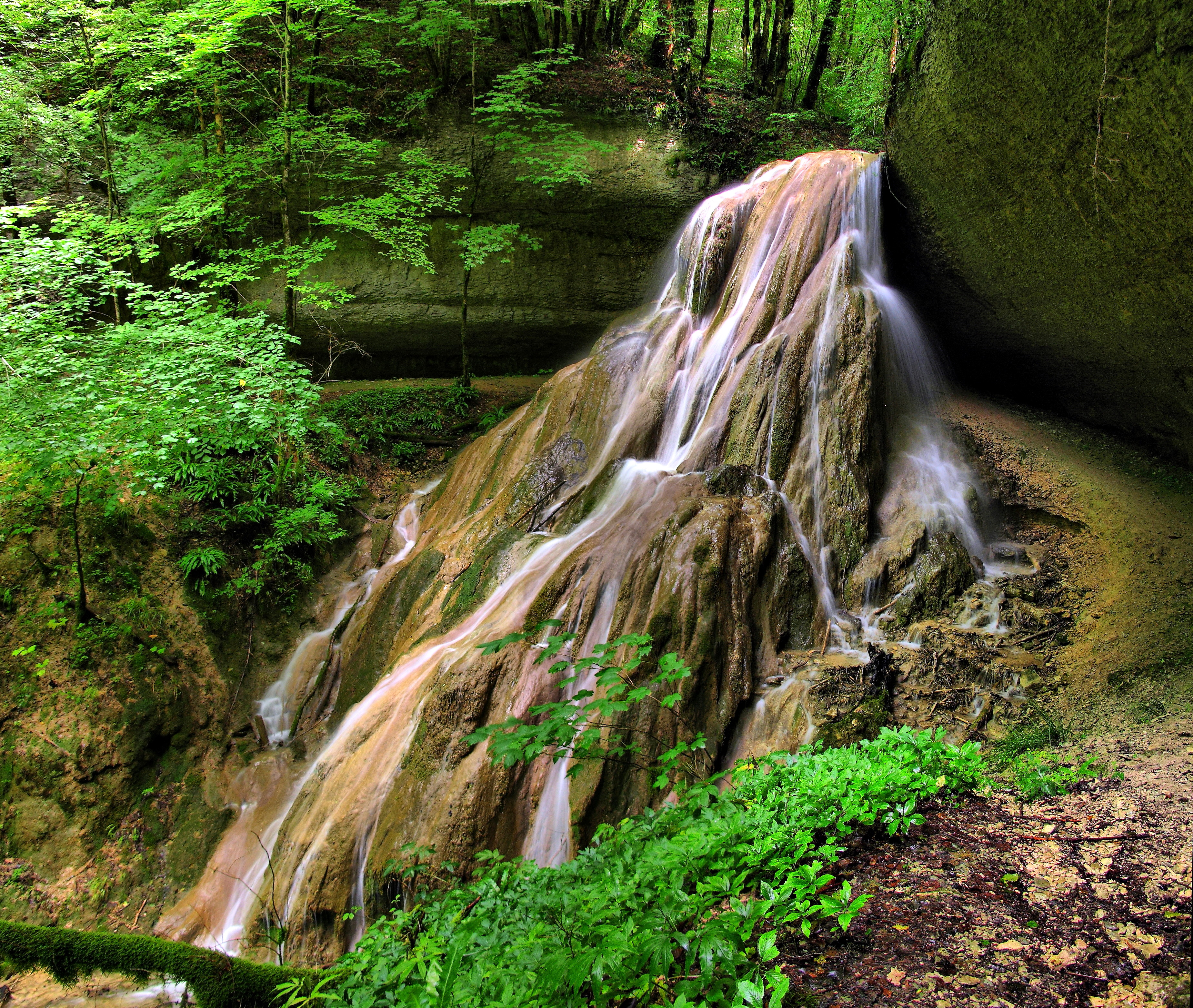
Cascade de la Peusse sur l'affluent Vau Narbey.
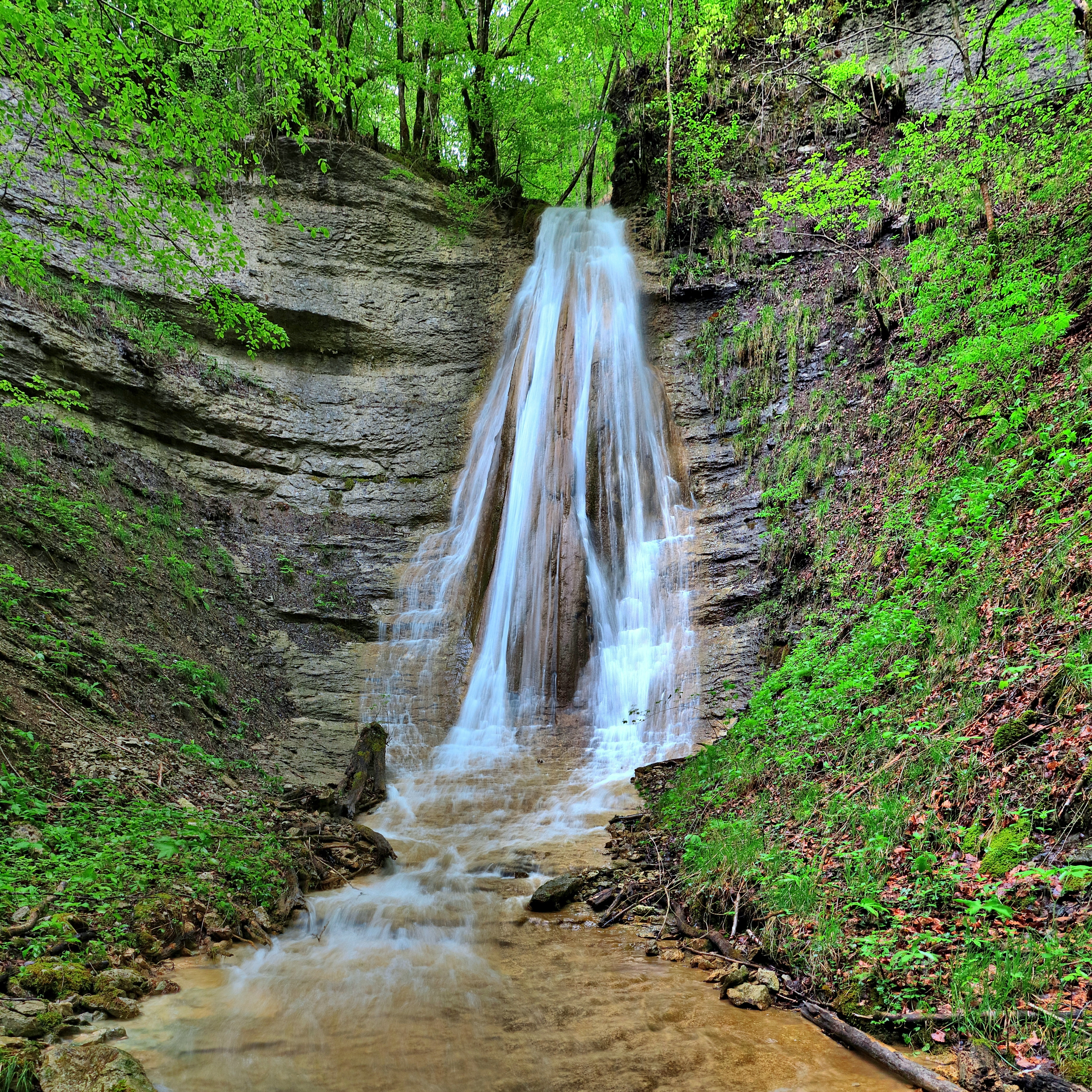
Cascade aux baumes Bourla.
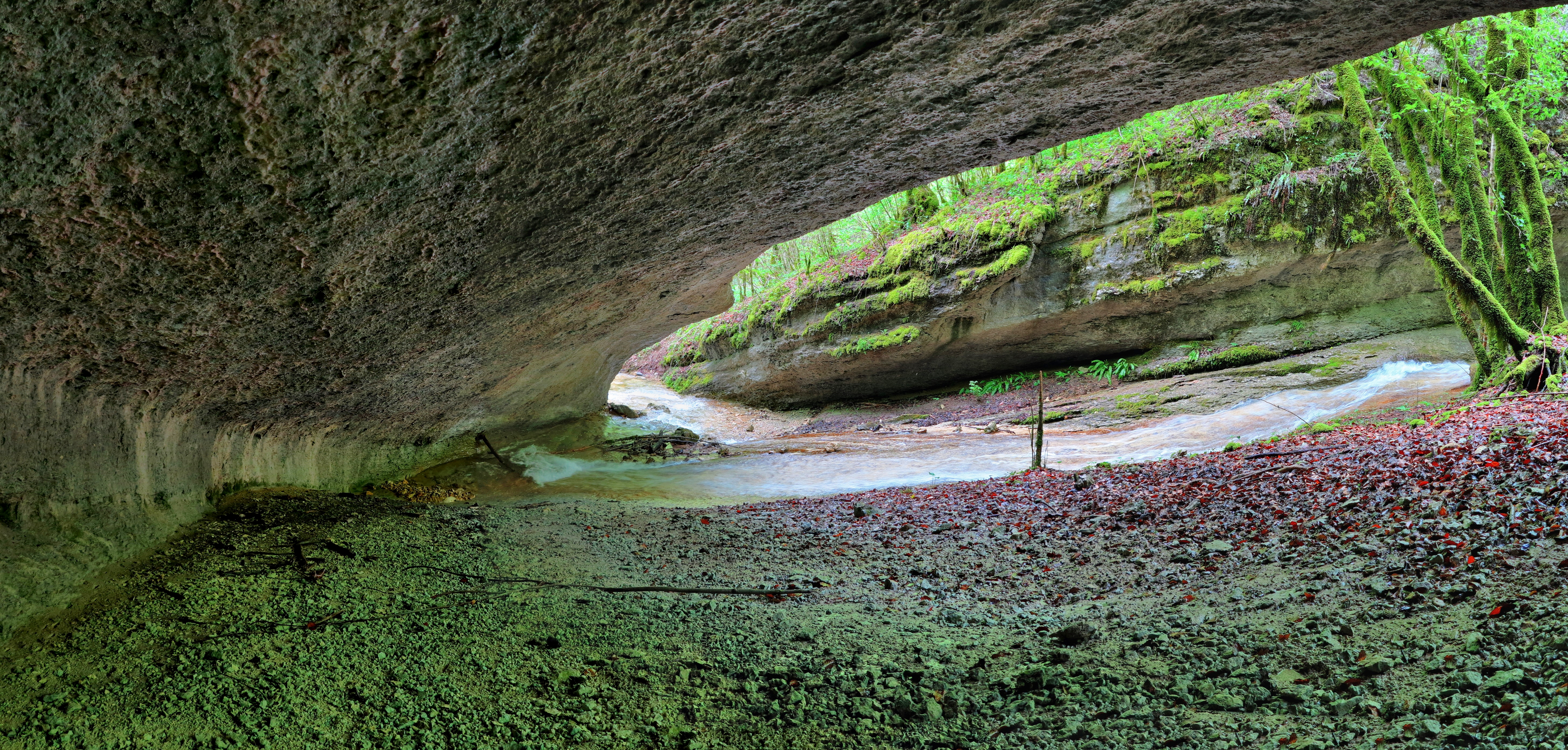
Abri-sous-roche aux Baumes Bourla.

## Affluents
Le ruisseau de l’Eugney a deux affluents référencés dans la base SANDRE :
- le ruisseau de Nuet[2].
- le ruisseau de Vau Narbey[3].

Son rang de Strahler est donc de deux.

## Communes traversées
Le ruisseau de L’Eugney traverse deux communes situées dans le département du Doubs : Chantrans et Ornans.

## Tourisme
Le ruisseau de l’Eugney a été déclaré zone à protéger dans le cadre des ZNIEFF.
Des chemins de randonnée permettent de remonter son lit pour découvrir les Baumes Bourla où le ruisseau a creusé la roche créant cascades et vastes abris-sous-roche et celui de son affluent, le ruisseau de vau Narbey, qui comporte deux belles cascades avec massif de tuf appelées les cascades de la Peusse.

## Hydrologie
Le ruisseau de l'Eugney présente des fluctuations saisonnières de débit assez marquées. 